# Missionaries of God’s Love
Die Missionaries of God’s Love (MGL) sind ein katholischer Männerorden, der 1986 in Canberra (Australien) durch Ken Barker gegründet wurde. Dieser ist seitdem das Oberhaupt des Ordens. Die Priester der Gemeinschaft sind in der Neuevangelisierung tätig und es gelang ihnen bereits 1991 eine Niederlassung in Papua-Neuguinea zu gründen und wenig später auch auf den Philippinen. Die Gemeinschaft besitzt auch einen Schwesternzweig. 2007 unterhält der Orden Missionen in Canberra, Sydney und Melbourne, sowie in Darwin, wo Kaplane die Aborigines spirituell betreuen. Zudem besteht eine Niederlassung in Manila, wo die Brüder zusammen mit der ärmeren Bevölkerung in North Quezon City leben. 2014 wurde der Orden vom Heiligen Stuhl als religiöses Institut diözesanen Rechts anerkannt. Der Orden übernimmt beziehungsweise übernahm folgende Aufgaben:
- Pfarrseelsorge in Narrabundah, East Burwood, Peakhurst, Penshurst, Casuarina und St. Benedict in Commonwealth, Quezon City Manila[3]
- Evangelisierung von jungen Menschen in Sommercamps
- Partner der Asia-Pacific School of Evangelization
- eine Schlüsselrolle bei der alle zwei Jahre stattfindenden Pilgerreise „Licht zu den Nationen“, die am Chevalier College in Bowral stattfindet
- Vorbereitung des Weltjugendtages in Sydney 2008[4][5]

Der Orden sieht eine besondere Rollen bei den Laien für die Zukunft der Kirche und diese sind besonderer Teil ihrer Identität.